# Еа (Біская)
Еа (баск. Ea, ісп. Ea) — муніципалітет в Іспанії, у складі автономної спільноти Країна Басків, у провінції Біская. Населення — 905 осіб (2009).
Муніципалітет розташований на відстані близько 340 км на північ від Мадрида, 30 км на північний схід від Більбао.
На території муніципалітету розташовані такі населені пункти: (дані про населення за 2009 рік)
- Бедарона: 137 осіб
- Еа: 514 осіб
- Начитуа: 254 особи

## Демографія
Динаміка населення (INE ):

## Галерея зображень

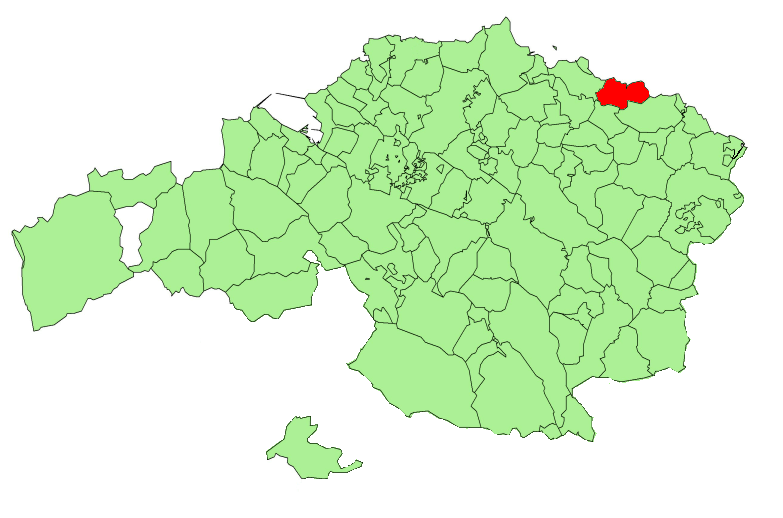
Розташування муніципалітету
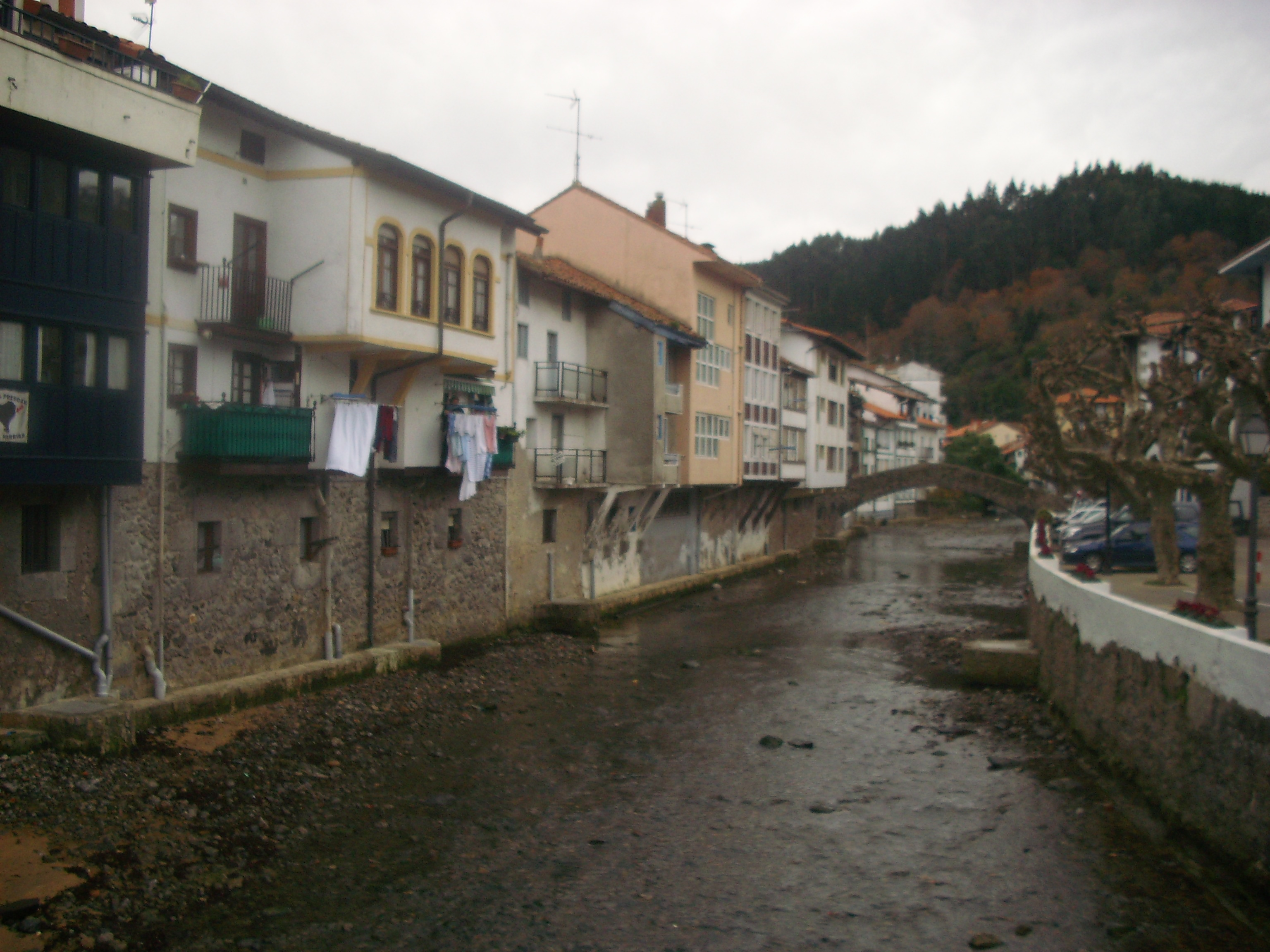
Еа